# (216258) 2006 WH1
(216258) 2006 WH1 est un astéroïde Apollon classé comme potentiellement dangereux, découvert le 18 novembre 2006 à l'observatoire astronomique de La Sagra, à Puebla de Don Fadrique (Grenade) en Espagne.